# Флеминг, Джон (учёный)
Джон Флеминг (англ. John Fleming; 10 января 1785, Батгейт, Шотландия — 18 ноября 1857, Эдинбург, Шотландия) — шотландский зоолог и геолог, педагог.

## Биография
Он родился на ферме Киркроадс возле Батгейта в Линлитгоушире, Его отец Александр Флеминг, мать — Кэтрин Ниммо
В 1805 году окончил унииверситете Эдинбурга. Он был первым, кто обнаружил ископаемые остатки рыб в 1831 году в старом красном песчанике в шотландском регионе Файф. Кроме того, он был ещё автором «The Philosophy of Zoology» (1822) и «A History of British Animals» (1828). Кроме того, он написал также «Insecta. In: Supplement to the fourth, fifth and sixth editions of the Encyclopaedia Britannica, with preliminary dissertations on the history of the sciences» (1821). Он интересовался также теологией и пытался связать религиозные факты с научными.
В 1814 году он был удостоен почетного звания доктора богословия Сент-Эндрюсского университета и в этом же году он стал членом Эдинбургского королевского общества. В 1834—1845 годах работал профессором в Абердинском университете. С 1845 по 1857 год преподавал естественные науки в Новом колледже в Эдинбурге.